# Semana Cervantina de Alcalá de Henares
La Semana Cervantina de Alcalá de Henares es una fiesta de interés turístico nacional que se celebra en la ciudad complutense en honor a Miguel de Cervantes. Tiene lugar durante el mes de octubre, coincidiendo con el aniversario de su bautismo, el 9 de octubre de 1547 en la  antigua Iglesia de Santa María. 

## Actividades
Dentro de la Semana Cervantina de Alcalá de Henares se llevan a cabo 500 actividades culturales y lúdicas ambientadas en el Siglo de Oro español, que ocupan diferentes escenarios tanto al aire libre como en espacios cerrados, tales como:
- Desfile cívico con la partida de bautismo de Miguel de Cervantes, considerado como uno de los documentos más valiosos de la ciudad.
- Lectura pública de “El Quijote”, en el que se turnan vecinos y visitantes hasta completar la lectura del libro.
- Entrega de los Premios Ciudad de Alcalá para las modalidades de arquitectura, artes visuales, fotografía, investigación histórica, narrativa, patrimonio mundial, periodismo, poesía y valores cívicos, además del premio especial a una personalidad del mundo de la creación en las artes y las letras.[2]
- Actos literarios, recitales poéticos y presentaciones de libros[3]
- Conciertos de música clásica y popular
- Exposiciones y concursos de pintura
- Jornadas gastronómicas[4]
- Jornadas de puertas abiertas
- Representaciones teatrales, guiñoles y títeres.
- Exhibiciones culturales y artísticas
- Pasacalles y animación musical
- Tren Cervantino (desde Madrid-Atocha a Alcalá de Henares)[5]
- Mercado Cervantino[6]

## Mercado Cervantino

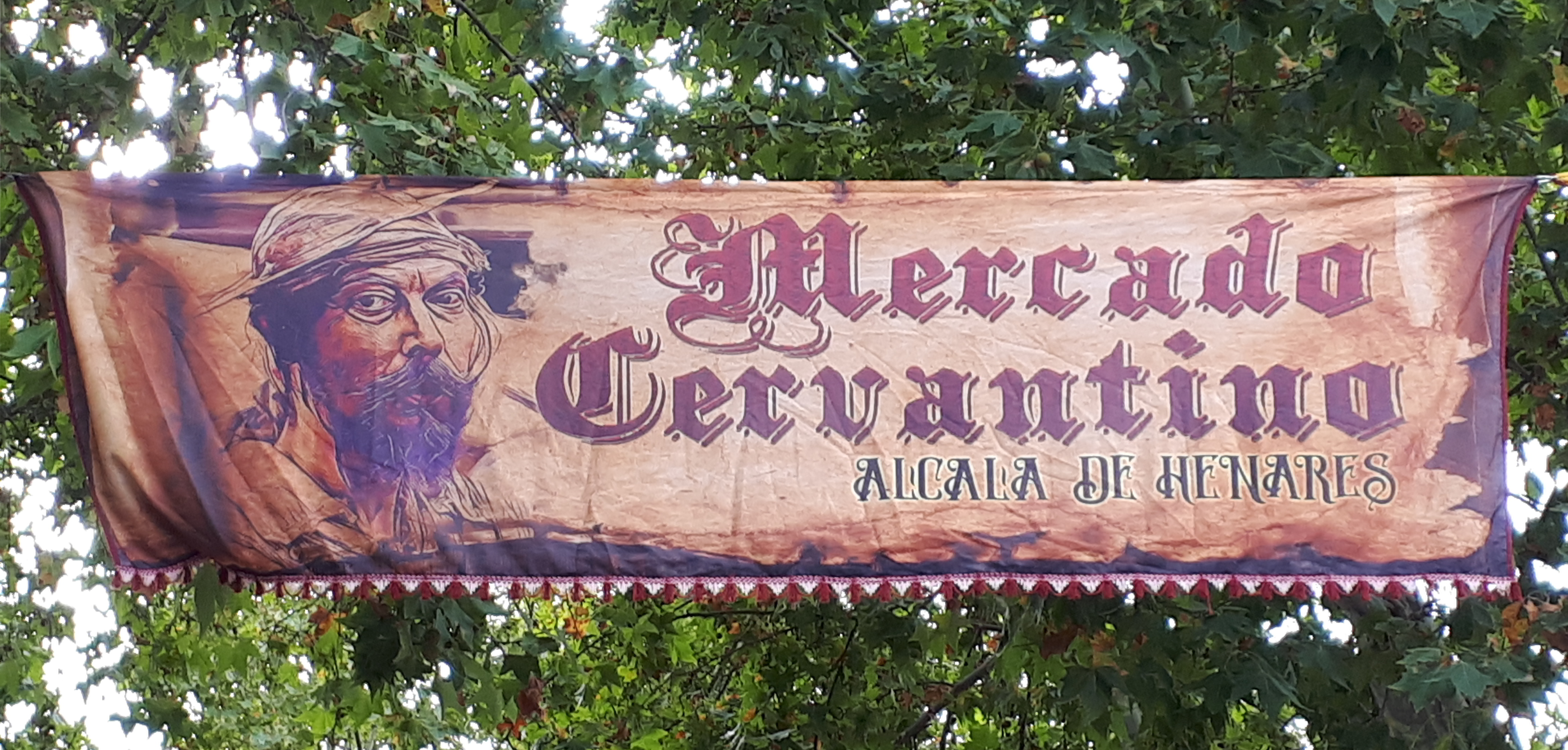
Cartel anunciador del Mercado Cervantino

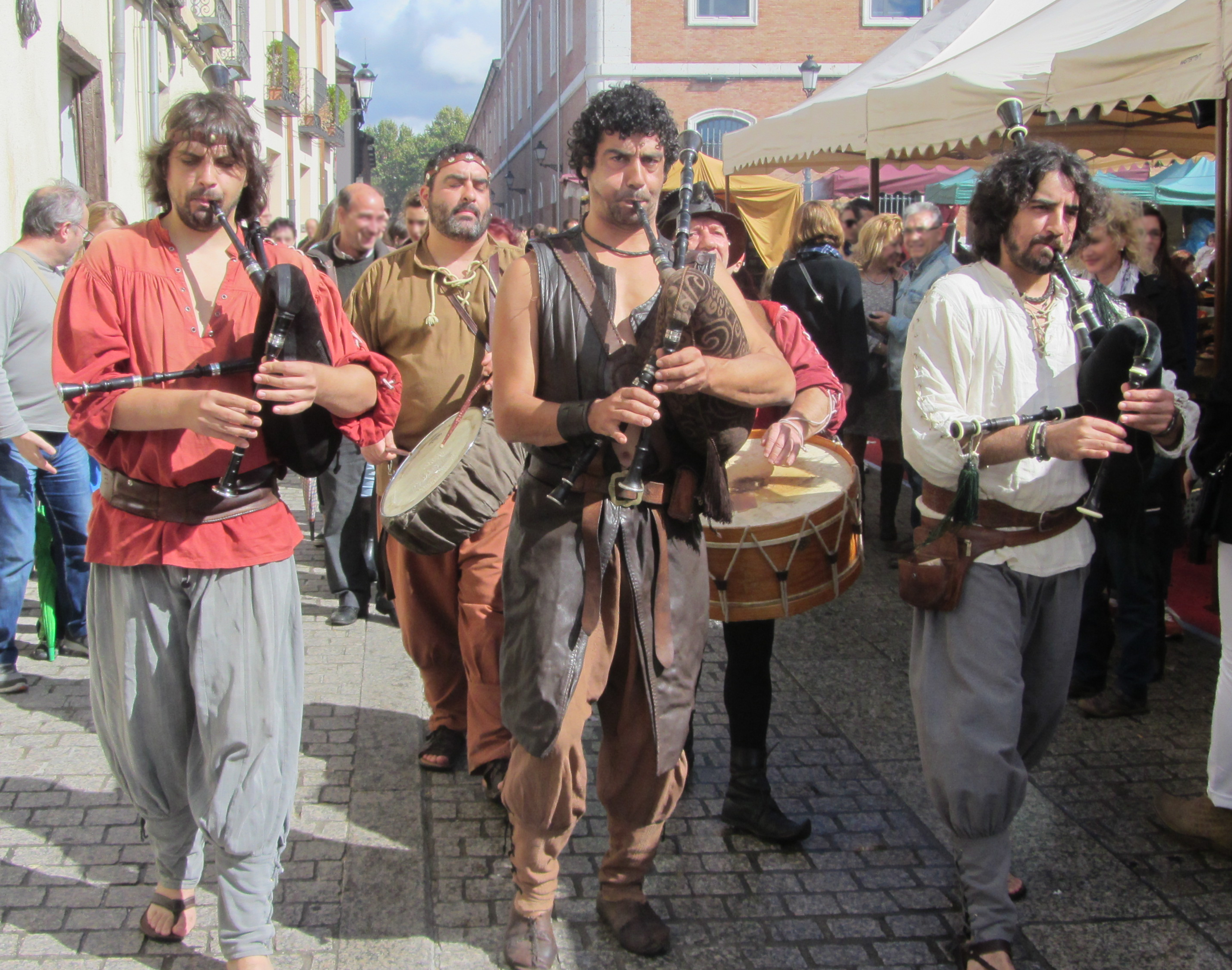
Animación musical.

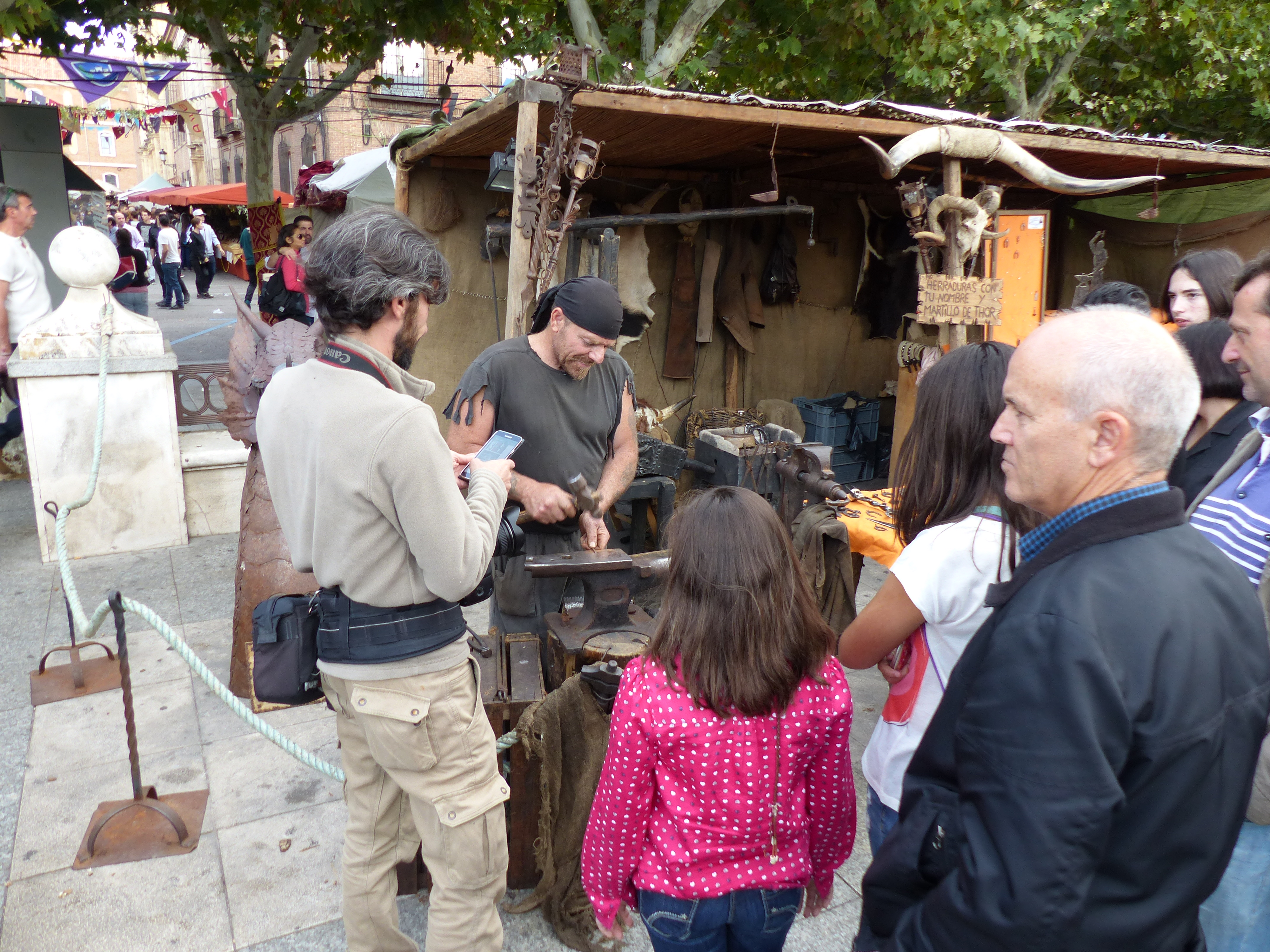
Herrero, trabajando sobre un yunque.

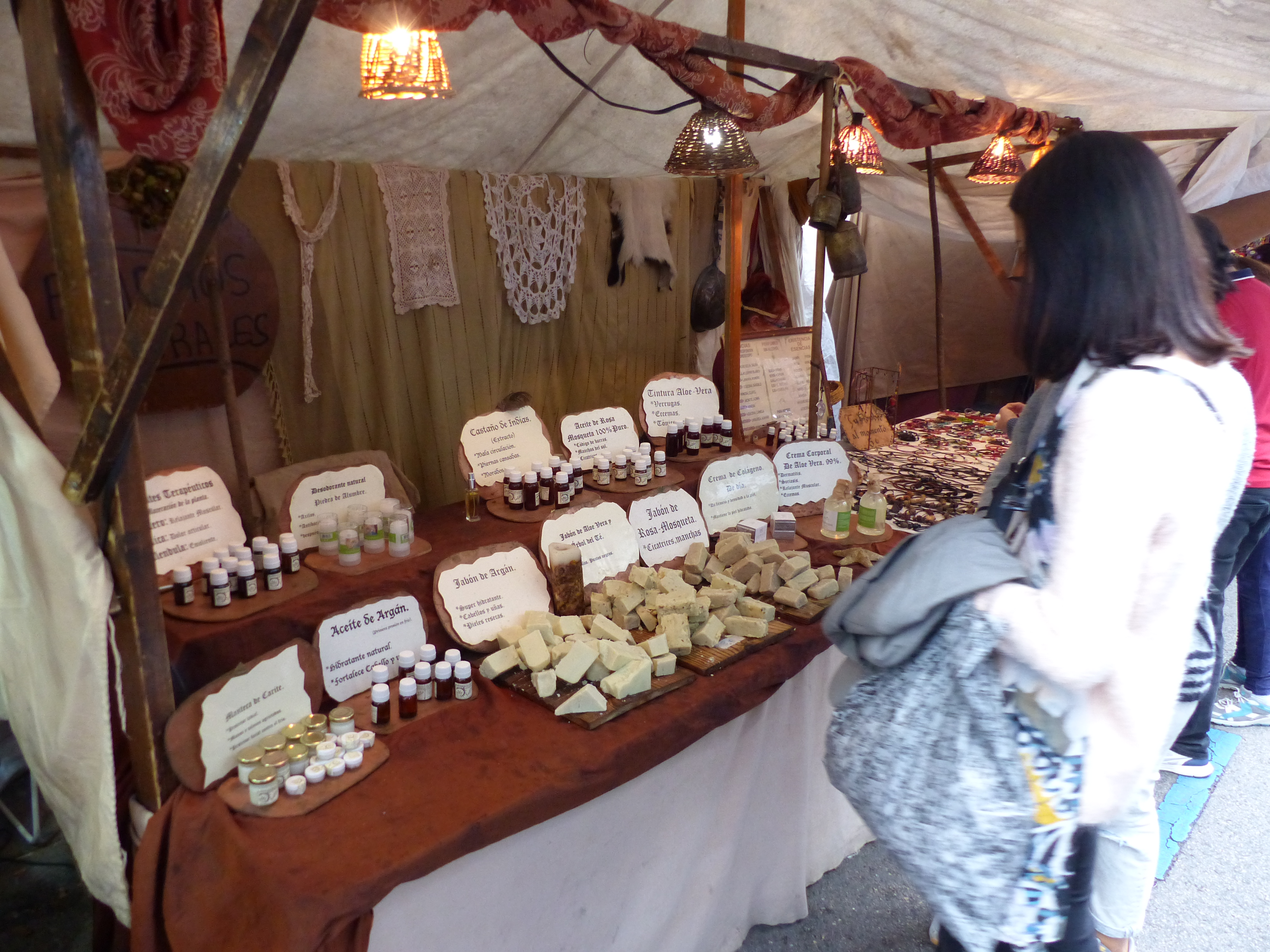
Puesto de jabones y perfumes artesanos.

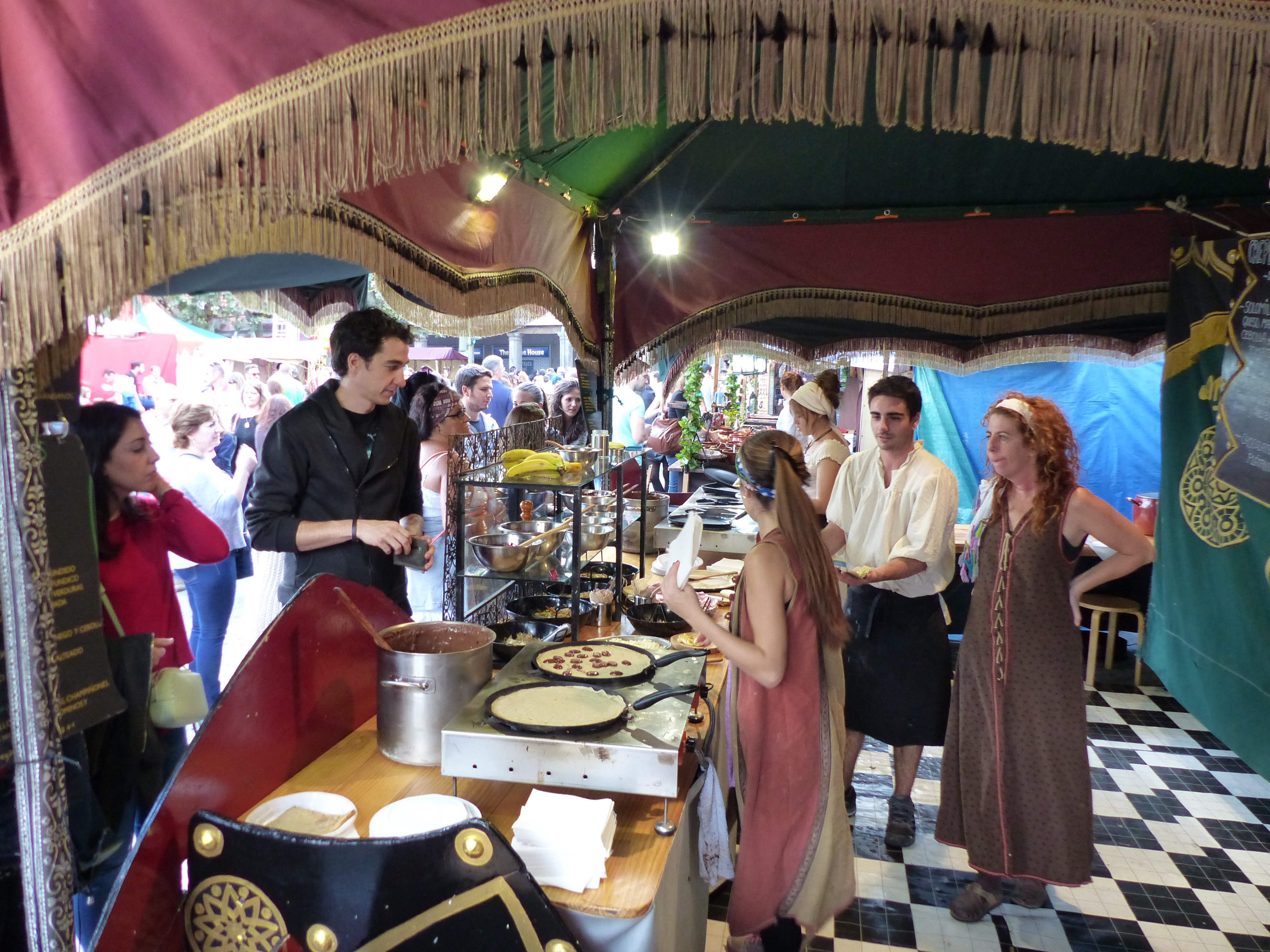
Gastronomía tradicional.

El Mercado Cervantino es el espectáculo más popular, para todas las edades y al aire libre. Se inició en 1998, ambientando el casco histórico de la ciudad en el Siglo de Oro español.
Ocupa más de dos kilómetros del centro urbano, distribuidos por la calle Mayor, la calle Cardenal Cisneros y la de San Juan, la plaza de Cervantes, la plaza de San Diego, la  de los Santo Niños y la de Palacio, y la Huerta del Obispo. Hay pasacalles con actores en trajes de época (siglos XVI-XVII), acompañados de música y recitando textos de Cervantes. Unos 400 puestos callejeros representando a los oficios antiguos, y vendiendo sus productos de artesanía y gastronomía. Exhibiciones de cetrería, números circenses, rapsodas y espectáculos teatrales. Está considerado como el más grande de Europa en su género. En el año 2020 no se pudo celebrar por la pandemia de coronavirus, retomándose en 2021 aunque con aforo limitado y cambiando su sede al recinto ferial.

## Fiesta de Interés Turístico Nacional
En el año 2002 fue declarada "Fiesta de Interés Turístico Regional" por la Comunidad de Madrid y, en 2018, consiguió el reconocimiento de Fiesta de Interés Turístico Nacional.
Además, Alcalá de Henares cuenta con otras dos fiestas de interés turístico nacional: el Don Juan en Alcalá (en 2018) y la Semana Santa de Alcalá de Henares desde 2019. 